# Kaskade
Ryan Raddon (Illinois, 25 de fevereiro de 1971), mais conhecido como Kaskade, é um DJ e produtor musical norte-americano. Iniciou a sua carreira em 2001, tocando gêneros como house music e progressive house.

## História
Ryan Raddon mudou-se para Salt Lake City em 1992 para comparecer na Universidade de Utah. Durante esse tempo, ele operou uma gravadora local, chamada Mechanized Records. Em maio de 2000, Kaskade mudou-se para San Francisco e começou a trabalhar como assistente da gravadora Om Records e selecionador de artistas para repertório. Sua primeira música foi "What I Say", lançada em 2001 pela mesma gravadora que o acolheu.

## Discografia

### Álbuns
- 2003 It's You, It's Me
- 2004 In The Moment
- 2006 Here & Now
- 2006 The Calm (disponível somente na internet)
- 2006 Love Mysterious
- 2008 Strobelite Seduction
- 2009 The Grand
- 2010 Dynasty
- 2010 dance.love
- 2011 Fire & Ice
- 2013 Atmosphere
- 2015 Automatic

### Singles
- 2001 "What I Say"
- 2001 "Gonna Make It"
- 2002 "I Feel Like"
- 2004 "True"
- 2004 "Keep On"
- 2004 "Steppin' Out"
- 2004 "Soundtrack To The Soul"
- 2004 "The Gift"
- 2004 "To Do"
- 2004 "Sweet Love"
- 2005 "Everything"
- 2005 "Safe"
- 2005 "4 AM"
- 2006 "Be Still"
- 2006 "Stars Align"
- 2007 "In This Life"
- 2007 "Sorry (Dirty South Remix)"
- 2007 "Sometimes"
- 2008 "Move For Me" (& Deadmau5)
- 2008 "I Remember" (& Deadmau5)
- 2008 "Angel On My Shoulder"
- 2008 "Step One Two"
- 2009 "I Remember Remix"
- 2010 "Fire in Your New Shoes" (featuring Dragonette)
- 2011 "Eyes" (featuring Mindy Gledhill)
- 2011 "Turn It Down" (featuring Rebecca & Fiona)
- 2011 "Room For Happiness" (featuring Skylar Grey)
- 2011 "Lick It" (featuring Skrillex)
- 2012 "No One Knows Who We Are" (featuring Lights & Swanky Tunes}
- 2013  "Atmosphere"
- 2013 "Last Chance' (featuring Project46)

## Remixes de Kaskade
- All You Paris - VS. David Guetta
- Lady Gaga feat. Beyoncé - Telephone
- Britney Spears - Break The Ice
- Britney Spears - Gimme More
- Britney Spears - Womanizer
- Collete - Didn't Mean To Turn You On
- Collete - What Will She Do For Love
- Conjure One - Face The Music
- David Morales feat. Tamra Keenan - Here I Am
- Floetry - SupaStar
- Justin Timberlake - Lovestoned
- Kaskade & Deadmau5 - Move For Me
- Nelly Furtado - All Good Things (Come To An End)
- Paris Hilton - Nothing In This World
- Pussycat Dolls - Don't Cha
- Seal - Amazing
- Call Your Girlfriend - Robyn
- Invisible - Skylar Grey
- Need Me To Stay - Tommy Trash
- Believer - Imagine Dragons

## Mashups de Kaskade
- All You Paris - VS. David Guetta
- Angel On My Shoulder Reaver 76- VS. Tiësto, Hardwell, EDX & Marco V.
- Be Still And Show Me Love - (DBN Mix) VS. Robin S.
- Be Still Big Bang - VS. Franz Novotny
- Call Out Epic - VS. Sandro Silva & Quintino
- Coming Home At 4 AM - VS. Diddy-Dirty Money ft. Skylar Grey
- Don't Stop Kissing - VS. Alex Gaudino
- Dynasty Noise - VS. Dada Life
- Empty Streets Solar End - VS. Nicky Romero & Tommy Trash
- Falling In Love With Brazil - Feat. Haley VS. Deadmau5
- Fire In Your New Shoes VS. One - VS. Swedish House Mafia
- I'll Never Dream I'm In Love - VS. Alex Gaudino
- It's You It's Hertz - VS. Deniz Koyu
- Louder Than Empty Streets - (Kaskade & Digital LAB Mash Up) VS. Afrojack & David Guetta
- Move For First Aid - VS. Michael Woods
- Nufunk I'm Someone Else - (Deadmau5 Mix)VS. NuBreed
- One More Chance - (Short Edit) Late Night Alumni
- Only You Flash - (Nicky Romero Mix) & Tiësto VS. Green Velvet
- Sorry Bom - VS. Avicii
- Sorry Monday - VS. Steve Angello
- Stars Align Tomorrow - (Digital LAB & Pedro Henrique DUB) VS. Dimitri Vegas & Like Mike & Dada Life
- Stars Align Tomorrow - VS. Dimitri Vegas, Like Mike & Dada Life
- Stars Troll - VS. Qulinez
- Step One For Redemption - VS. BDN & Menck
- Step One Two The Day Before - (Kaskade Remash) & Tommy Trash (feat. Location Location)
- Steppin' Out On Melancholy Hill (Max Vangeli & AN21 Mix) - VS. [[[Gorillaz]]
- Steppin' Out Undertaker - VS. Wolfgang Gartner